# Toreros After Olé (EP)
Toreros After Olé es el único álbum (en realidad, un EP en formato de maxisencillo de 12") grabado por los madrileños Toreros After Olé, grupo pionero del hardcore punk en España.
Existe cierta confusión acerca del título del álbum. En principio, parece ser que el nombre original del grupo era «Toreros» y After Olé el título del álbum. A lo largo del tiempo se estableció un equívoco al respecto, debido, por un lado, al propio sello que editó el disco y, por otro lado, a todas las reseñas de la prensa que denominaron al disco, prácticamente sin excepción, como Porom pompero (o diferentes variantes como Porom pom  pero o Porompompero).
El álbum es una rareza en el punk español del momento. Primero, el sitio de grabación: un estudio profesional (los estudios Laurensis) situado en Ámsterdam. Los grupos punk de la época difícilmente podían pagarse un buen estudio profesional y en muchas ocasiones se encontraban con la incomprensión de los técnicos de sonido y el resto de personal del estudio. En segundo lugar las influencias que mostraban Toreros After Olé eran poco habituales en el panorama punk estatal, principalmente grupos de hardcore punk estadounidenses como Dead Kennedys o Circle Jerks, influencias que estaban más allá de los grupos de punk británicos, que eran las referencias mayoritarias de gran parte de las bandas de la época. En este sentido es significativa la colaboración en el EP, aunque fuese en el apartado de diseño gráfico, de J. Siemens, guitarrista entonces en Espasmódicos, y más adelante en TDeK, bandas ambas que recogían similares influencias. Además, aunque en este caso no sea una novedad, en el disco de los Toreros existen influencias del D-beat de los ingleses Discharge, que ya habían mostrado otros grupos como RIP, Frenopaticss, Attak, Slips y Sperma (reconvertidos más adelante en MG-15) o los ya citados PBNSK. En último lugar, la ejecución del álbum estaba por encima de la media de los grupos de punk españoles. Ello es corroborado por los pocos elogios que recibieron de fanzines y revistas musicales de la época.

«Hicieron un Porom pompero bastante chulo [...] Hicieron una grabación interesante, se fueron a grabarlo fuera... a Ámsterdam y tenía un sonido bastante bueno [...] Tenían un buen nivel.»
J. Siemens.

La edición original del álbum era en formato de 12", con una carpeta interior con un collage de fotografías de escenas de lidia, toreros, niños con máscaras de gas, esqueletos y los propios miembros del grupo, además de las letras manuscritas. Este diseño fue respetado en la reedición en doble 7" de Munster Records, apareciendo en el interior de la carpeta abierta.

## Lista de canciones
<table, cellspacing="15">

### Edición original (maxisencillo de 12")
Cara A
1. «Porom pom pero» 
(Ochaita/Valerio/Solano)
2. «Chicos de la calle» 
(Malou)
3. «Corre» 
(Malou)
4. «Ratas» 
(Kike)

Cara B
1. «Corruptor de menores» 
(Malou/Yoyo)
2. «Asesinos» 
(Malou/Yoyo)
3. «Ego» 
(Malou)

### Reedición (doble sencillo de 7")
Cara A
1. «Porom pom pero» 
(Ochaita/Valerio/Solano)
2. «Chicos de la calle» 
(Malou)

Cara B
1. «Corre» 
(Malou)
2. «Ratas» 
(Kike)

Cara C
1. «Corruptor de menores» 
(Malou/Yoyo)

Cara D
1. «Asesinos» 
(Malou/Yoyo)
2. «Ego» 
(Malou)

## Personal
- Malou: voz y guitarra.
- Kike (Enrique Sáez): bajo y coros.[9]
- Yoyo (Jorge Sánchez): batería.

### Personal adicional
- Lola: saxo en «Corruptor de menores».
- Jimmy Kramer: ingeniero de sonido.
- Laurent Planess: producción.
- Fred: fotos.
- Malou y J. Siemens: diseño gráfico.